# Québriac
Québriac (tiếng Breton: Kevrieg, Gallo: Cóberiac) là một commune ở Ille-et-Vilaine thuộc Bretagne, tây bắc Pháp.

## Dân số
Người dân ở Québriac được gọi là Québriacois.
| 1962                                            | 1968 | 1975 | 1982 | 1990 | 1999 |  |
| ----------------------------------------------- | ---- | ---- | ---- | ---- | ---- |  |
| 766                                             | 794  | 686  | 837  | 888  | 1040 |  |
| Starting in 1962: Population without duplicates |      |      |      |      |      |  |